# Wygon (województwo lubuskie)
Wygon – osada leśna w Polsce położona w województwie lubuskim, w powiecie świebodzińskim, w gminie Świebodzin. Osada wchodzi w skład sołectwa Jeziory.
W latach 1975–1998 miejscowość administracyjnie należała do województwa zielonogórskiego.